# Afrocanthium siebenlistii
Afrocanthium siebenlistii là một loài thực vật có hoa trong họ Thiến thảo. Loài này được (K.Krause) Lantz mô tả khoa học đầu tiên năm 2004.